# Caryomyia recurvata
Caryomyia recurvata är en tvåvingeart som beskrevs av Gagne 2008. Caryomyia recurvata ingår i släktet Caryomyia och familjen gallmyggor. Inga underarter finns listade i Catalogue of Life.